# Mischocyttarus peduncularius
Mischocyttarus peduncularius är en getingart som beskrevs av Zikan 1949. Mischocyttarus peduncularius ingår i släktet Mischocyttarus och familjen getingar. Inga underarter finns listade i Catalogue of Life.